# Augochloropsis ornata
Augochloropsis ornata är en biart som först beskrevs av Smith 1879.  Augochloropsis ornata ingår i släktet Augochloropsis och familjen vägbin. Inga underarter finns listade.